# Djamel Cherigui
Œuvres principales
- La Sainte Touche

Djamel Cherigui est un auteur français natif de Roubaix. Il publie en 2021 son premier roman, la Sainte Touche, tout en étant épicier indépendant dans sa ville natale.

## Biographie
Né à Roubaix en 1985 d'un père soudeur à l'usine New Holland de Croix, et d'une mère modéliste en corseterie chez Etam, Djamel Cherigui, qui a également deux sœurs, effectue sa scolarité dans des établissements catholiques de la ville. Après la classe de première, il décroche scolairement et connaît quelques années difficiles, « un peu chaotiques et turbulentes ». À vingt-sept ans, il en sort en créant son commerce, une épicerie qu'il décide d'appeler Le Parvis car elle jouxte celui de l'église Saint-Jean-Baptiste,,.
Le travail d'épicier lui permet notamment d'être indépendant, de faire beaucoup de rencontres et de lire beaucoup ; ses clients le qualifient d'« encyclopédie humaine ». Djamel Cherigui se dit notamment très influencé par Friedrich Nietzsche,. Ses découvertes littéraires se font par intérêt pour ce que ses auteurs favoris ont eux-mêmes lus, aimé et apprécié.

## Œuvre
Djamel Cherigui commence par écrire « des notes, des sortes d'aphorismes ». À ses débuts, il ne se sent pas la légitimité d'écrire et de publier, ayant tendance à sacraliser les auteurs qu'il lit. Puis il se lance, durant deux ans, dans la rédaction d'un roman, dans lequel il s'inspire notamment de ses années turbulentes de jeunesse. Il dit écrire la nuit et se corriger le jour,,,.
En mars 2021, les Éditions Jean-Claude Lattès publient son premier roman, La Sainte Touche, ce nom rappelant le surnom traditionnellement donné au jour de paie dans le Nord. Son second roman Balato sort en aout 2022 :
- Djamel Cherigui, La Sainte Touche, Paris, Éditions Jean-Claude Lattès, coll. « La Grenade », mars 2021, 224 p. (ISBN 9782709667371)
- Djamel Cherigui, Balato, Paris, Éditions Jean-Claude Lattès, coll. « La Grenade », aout 2022, 252 p. (ISBN 9782709667456)